# Aedophron postrosea
Aedophron postrosea är en fjärilsart som beskrevs av Max Wilhelm Karl Draudt 1937. Aedophron postrosea ingår i släktet Aedophron och familjen nattflyn. Inga underarter finns listade i Catalogue of Life.